# Klasztor dominikanów w Klimontowie
Klasztor dominikanów w Klimontowie – zabytkowy zespół podominikańskich budynków klasztornych w Klimontowie.
W skład klasztoru wchodzą:
- kościół pw. św. Jacka i NMP,
- przylegający do niego od pn. barokowy klasztor (od 1795 wykorzystywany jako lazaret wojskowy, po I wojnie światowej opuszczone budynki zmieniono na szkołę powszechną, a 1946 roku na liceum, w 2005 ponownie opuszczone)
- teren cmentarza,
- ogrodzenie murowane terenu klasztornego z bramą z XVII–XVIII w.